# Trachypithecus margarita
Trachypithecus margarita — мавпа Старого Світу з підродини Colobinae. Раніше він вважався підвидом Trachypithecus germaini, доки його не виділили в окремий вид Русом і Гроувсом у 2008 році. Його хутро світліше за кольором, ніж у Trachypithecus germaini. Його ареал включає частини Камбоджі, Лаосу та В'єтнаму.

## Морфологічні особливості
Trachypithecus margarita схожий за кольором і розміром на T. germaini і має світло-сірий колір зі значно світлішим черевом і горлом. Обличчя, передпліччя, кисті та стопи чорнуваті. Багато особин мають білі кола під очима. Новонароджені мають помаранчеву шерсть і білясту шкіру обличчя, рук і ніг.

## Спосіб життя
T. margarita мешкає у вічнозелених тропічних лісах і галерейних лісах і зустрічається там разом із мавпами-мартинами (Pygathrix). Є лише кілька спостережень з гірських районів. Як і інші чубаті лангури з групи cristatus, ймовірно, харчується переважно листям. Більше подробиць невідомо.